# Cantone di Pontgibaud
Il Cantone di Pontgibaud era una divisione amministrativa dell'arrondissement di Riom.
È stato soppresso a seguito della riforma complessiva dei cantoni del 2014, che è entrata in vigore con le elezioni dipartimentali del 2015.
Comprendeva i comuni di
- Bromont-Lamothe
- Chapdes-Beaufort
- Cisternes-la-Forêt
- La Goutelle
- Montfermy
- Pontgibaud
- Pulvérières
- Saint-Jacques-d'Ambur
- Saint-Ours
- Saint-Pierre-le-Chastel